# Coopers sperwer
Coopers sperwer (Astur cooperii) is een middelgrote roofvogel uit de familie van de havikachtigen (Accipitridae).

## Kenmerken
Zoals bij veel andere roofvogels is het mannetje kleiner dan het vrouwtje. De Coopers sperwers die ten oosten van de Mississippi leven, zijn in de regel groter dan die uit het westen.

## Verspreiding
Deze soort komt voor op het Noord-Amerikaanse continent van Zuid-Canada tot Noord-Mexico en overwintert in Centraal-Amerika.

## Naamgeving
De soort werd in 1828 voor het eerst beschreven door de Franse natuurvorser Karel Lucien Bonaparte. De vogel werd naar William Cooper genoemd, een van de oprichters van het New York Lyceum of Natural History (tegenwoordig de New York Academy of Sciences).